# Mpongwe
Mpongwe è un ward dello Zambia, parte della Provincia di Copperbelt e capoluogo del distretto omonimo.